# Bloomberg Television
Bloomberg Television é uma rede de televisão a cabo que transmite notícias econômicas 24 horas por dia, operada pela agência de notícias Bloomberg e sua sede está localizada na cidade de Nova Iorque.

## Canais atuais
- Bloomberg Television (desde Estados Unidos)
- Bloomberg El Financiero (desde México em espanhol e inglês)
- Bloomberg TV South Asia (desde Mumbai em inglês e hindú)
- Bloomberg TV Brasil (desde São Paulo em português)
- Bloomberg TV Asia Pacífic (desde Hong Kong)
- Bloomberg TV EMEA (desde Londres)
- Bloomberg Türk (desde Estambul em turco)
- Bloomberg TV Mongolia (desde Ulán Bator en Mongolia)
- Bloomberg TV Australia (lançado em Junho de 2012)(lanzado al aire en junio de 2012)[1]
- Bloomberg TV Filipinas (lançado em 5 de Outubro de 2015)
- Bloomberg TV Coreia do Sul (em coreano)
- Bloomberg TV Malásia
- Bloomberg TV Vietnam
- Bloomberg TV Bulgaria

## Canais extintos
- Bloomberg Brasil (desde São Paulo em português)
- Bloomberg TV Canadá
- Bloomberg TV Indonésia[2]
- Bloomberg Germany (em alemão)
- Bloomberg TV France (em francês)
- Bloomberg Italy (em italiano)
- Bloomberg Japan (em japonês)
- Bloomberg Spain (em espanhol)
- Bloomberg TV Africa (lançado em Outubro de 2013. Encerrado em abril de 2015)